# Sandpölskinnbagge
Sandpölskinnbagge (Saldula melanoscela) är en insektsart som först beskrevs av Franz Xaver Fieber 1859.  Sandpölskinnbagge ingår i släktet Saldula, och familjen strandskinnbaggar. Enligt den svenska rödlistan är arten sårbar i Sverige. Arten förekommer på Gotland och Öland. Artens livsmiljö är våtmarker, stadsmiljö.